# Suarius pallidus
Suarius pallidus is een insect uit de familie van de gaasvliegen (Chrysopidae), die tot de orde netvleugeligen (Neuroptera) behoort. 
Suarius pallidus is voor het eerst wetenschappelijk beschreven door Hölzel in 1978.